# Хафізабад
Хафізабад (урду حافظ آباد) — місто і столиця району Хафізабад, розташоване в Пенджабі, Пакистан. Він розташований на схід від річки Чинаб. Станом на 2017 рік його загальна чисельність становила 245 751 осіб.

## Історія
У 327 році до н. е. під час вторгнення Александра в Індостан, ця територія в Пенджабі мала назву Сандал-бар (пенджаб. ساندل بار де зараз знаходиться нинішній Хафізабад) і була заселеною місцевістю. За часів Делійського султанату більшість місцевого населення прийняли іслам. Велике місто було розташоване на місці нинішнього села Мехдіабад, на північний захід від сучасного Хафізабаду. Пізніше воно стало безлюдним через нестачу води та вторгнення пуштунів. Регіон залишався незаселеним до XVI століття коли під час правління імператора Великих Моголів Акбара, тут було збудовано палац, як це задокументовано в Айн-і-Акбарі.
Після поділу Індії у 1947 році індуси та сикхи, що становили меншину, мігрували до Індії, тоді як мусульманські біженці з Індії оселилися в Хафізабаді.

### Походження назви
Місто було назване на честь Хафіза Мірака радника Акбара який і збудував місто. Інша автентична згадка говорить, що імператор Акбар хотів назвати це місто Акбарабад.

## Племена та касти
Кастова система, якій багато тисяч років, все ще домінує в соціальному устрої району. Люди касти Хінджра та Ахір проживають в окрузі Хафізабад. Однак тут також живуть саансі, гіграй, джогі, равал, діндар, малах, бхірвалі, факір, бхандха і пахівас. Основними кастами до поділу були бхатті, кхарал і тарар.

## Географія
Хафізабад розташований за 48 кілометрів на захід від Гуджранвали та за 60 кілометрів на південний захід від Вазірабада . Тут знаходиться восьма залізнична станція на залізниці Вазірабад-Фейсалабад. Його середня висота становить 208 метрів над рівнем моря.

## Клімат
Хафізабад має жаркий напівпосушливий клімат (Köppen BSh). Сезон мусонів триває з липня по вересень. Найбільше опадів випадає в липні, в середньому 138,1 міліметра або 5,44 дюйма; а найменше — в листопаді, в середньому 5,5 міліметра або 0,22 дюйма.
| Клімат Хафізабаду                          | Клімат Хафізабаду | Клімат Хафізабаду | Клімат Хафізабаду | Клімат Хафізабаду | Клімат Хафізабаду | Клімат Хафізабаду | Клімат Хафізабаду | Клімат Хафізабаду | Клімат Хафізабаду | Клімат Хафізабаду | Клімат Хафізабаду | Клімат Хафізабаду | Клімат Хафізабаду |
| Показник                                   | Січ.              | Лют.              | Бер.              | Квіт.             | Трав.             | Черв.             | Лип.              | Серп.             | Вер.              | Жовт.             | Лист.             | Груд.             |                   |
| Середній максимум, °C                      | 19                | 22                | 27                | 33                | 39                | 40                | 36                | 35                | 34                | 31                | 26                | 21                |                   |
| Середня температура, °C                    | 12                | 15                | 20                | 27                | 32                | 34                | 32                | 31                | 29                | 25                | 18                | 13                |                   |
| Середній мінімум, °C                       | 6                 | 9                 | 14                | 20                | 25                | 27                | 28                | 27                | 24                | 18                | 11                | 7                 |                   |
| Середня кількість сонячних годин на місяць | 10,3              | 11,1              | 12,0              | 13,0              | 13,8              | 14,2              | 14,0              | 13,3              | 12,3              | 11,4              | 10,5              | 10,1              |                   |
| Норма опадів, мм                           | 18.1              | 30.5              | 32.8              | 25.5              | 17.0              | 46.2              | 138.1             | 121.0             | 51.7              | 11.6              | 5.5               | 11.6              |                   |
| Днів з опадами                             | 3,1               | 3,6               | 4,7               | 4,0               | 3,7               | 7,2               | 14,5              | 13,6              | 6,7               | 2,4               | 0,9               | 2,0               |                   |
| ------------------------------------------ | ----------------- | ----------------- | ----------------- | ----------------- | ----------------- | ----------------- | ----------------- | ----------------- | ----------------- | ----------------- | ----------------- | ----------------- | ----------------- |
| Джерело: Weatherspark.com                  |                   |                   |                   |                   |                   |                   |                   |                   |                   |                   |                   |                   |                   |